# 22584 Winigleason
22584 Winigleason (1998 HP88) là một tiểu hành tinh vành đai chính được phát hiện ngày 21 tháng 4 năm 1998 bởi Nhóm nghiên cứu tiểu hành tinh gần Trái Đất phòng thí nghiệm Lincoln ở Socorro.